# 日高町駅

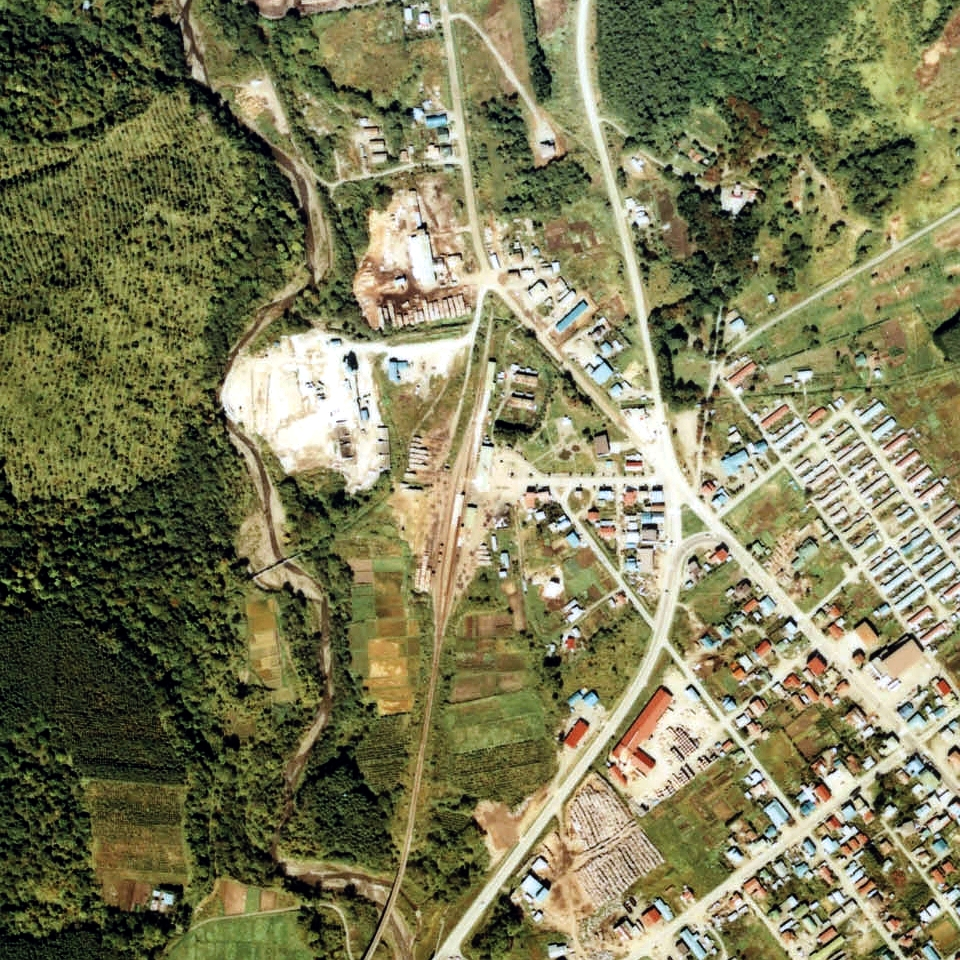
1977年の日高町駅と周囲約750m範囲。下側が鵡川方面。

日高町駅（ひだかちょうえき）は、北海道（日高支庁）沙流郡日高町字日高に存在した、日本国有鉄道（国鉄）富内線の駅（廃駅）である。電報略号はヒカ。事務管理コードは▲132315。

## 歴史
- 1964年（昭和39年）11月5日 - 国有鉄道（国鉄）富内線振内駅 - 当駅間の延伸開通に伴い、開業[4]。一般駅。
- 1982年（昭和57年）11月15日 - 貨物の取り扱いを廃止[1][1]。
- 1984年（昭和59年）2月1日 - 荷物の取り扱いを廃止[1]。
- 1986年（昭和61年）11月1日 - 富内線の全線廃止に伴い、廃駅となる[2]。

### 駅名の由来
町民の希望により、町名をそのまま駅名とした。

## 駅構造
廃止時点で、1面2線の島式ホームを有する地上駅で、富内線の終端駅であった。駅舎側（東側）、外側（西側）共に上下共用（番線表示なし）となっていた。両線はホーム端で収束していた。そのほか旅客の本線それぞれの外側に副本線を各1線ずつ有し、駅舎側の副本線の駅舎傍には貨物用の単式ホームを有し途中で分岐し、本線に合流するほか、行き止まりの側線ともなっていた。
職員配置駅となっており、駅舎は構内の東側に位置し、ホーム北側とを結ぶ構内踏切で連絡した。駅舎は鉄骨ブロック建て平屋の、明るく広い近代的な建物であった。
駅前には左手側に公園が設置され、樹齢1,500年のイチイの巨木、池、日高町特産の銘石による庭石が配置されていた。
予定では当駅から延伸し、占冠駅を経由して根室本線金山駅附近に接続することになっていたが、延伸部分の新線建設は凍結中で、当線はそのまま廃線となった。
貨物列車は木材の搬出が主体であった。

## 利用状況
- 1981年度（昭和56年度）の1日乗降客数は94人[6]。

## 駅周辺
- 国道237号（日高国道）
- 国道274号（穂別国道/石勝樹海ロード）
- 北海道道847号三岩日高線
- 道の駅樹海ロード日高
- 日高町役場日高総合支所（旧・日高町役場）
- 門別警察署日高駐在所
- 日高郵便局
- 北海道日高高等学校
- 日高町立日高中学校
- 日高町立日高小学校
- 日高神社
- 苫小牧信用金庫日高代理店
- びらとり農業協同組合（JAびらとり）日高支所
- 沙流川温泉
- 国立日高青少年自然の家
- 日高山岳ビラパーク - 敷地内に9600形蒸気機関車79616号機が静態保存・展示されている[8]。かつては別の場所にて国鉄のオハ36形オハ36 118、ナロネ21形ナロネ21 101、ナロネ21 117の3両の客車と共にSLホテルとして運営されていたが廃業となり、79616号機のみ当地に移設され、客車は撤去されている[8]。
- 沙流川[9]
- パンケウシャップ川[9]
- 道南バス日高営業所

## 駅跡
駅廃止後しばらくは駅舎が農協の施設として再利用されていたが撤去され、1999年（平成11年）時点では草原の空き地となっており、敷地の一部が農協に利用されていた。2011年（平成23年）時点では、駅跡地に「国鉄富内線の跡」と記載された石碑が建立されている。駅前通りの雰囲気も残っている。2018年（平成30年）時点で、日高町駅で供用されていた駅備品（時刻表や運賃表など）の一部は、沙流川温泉ひだか高原荘の別館ロビー近くに展示保存されている。
また1999年（平成11年）時点では、駅跡の鵡川方の線路跡に「14‰」の勾配標が残存していた。

## 隣の駅
日本国有鉄道
富内線
日高三岡駅 - 日高町駅